# 上蓋斯爾山

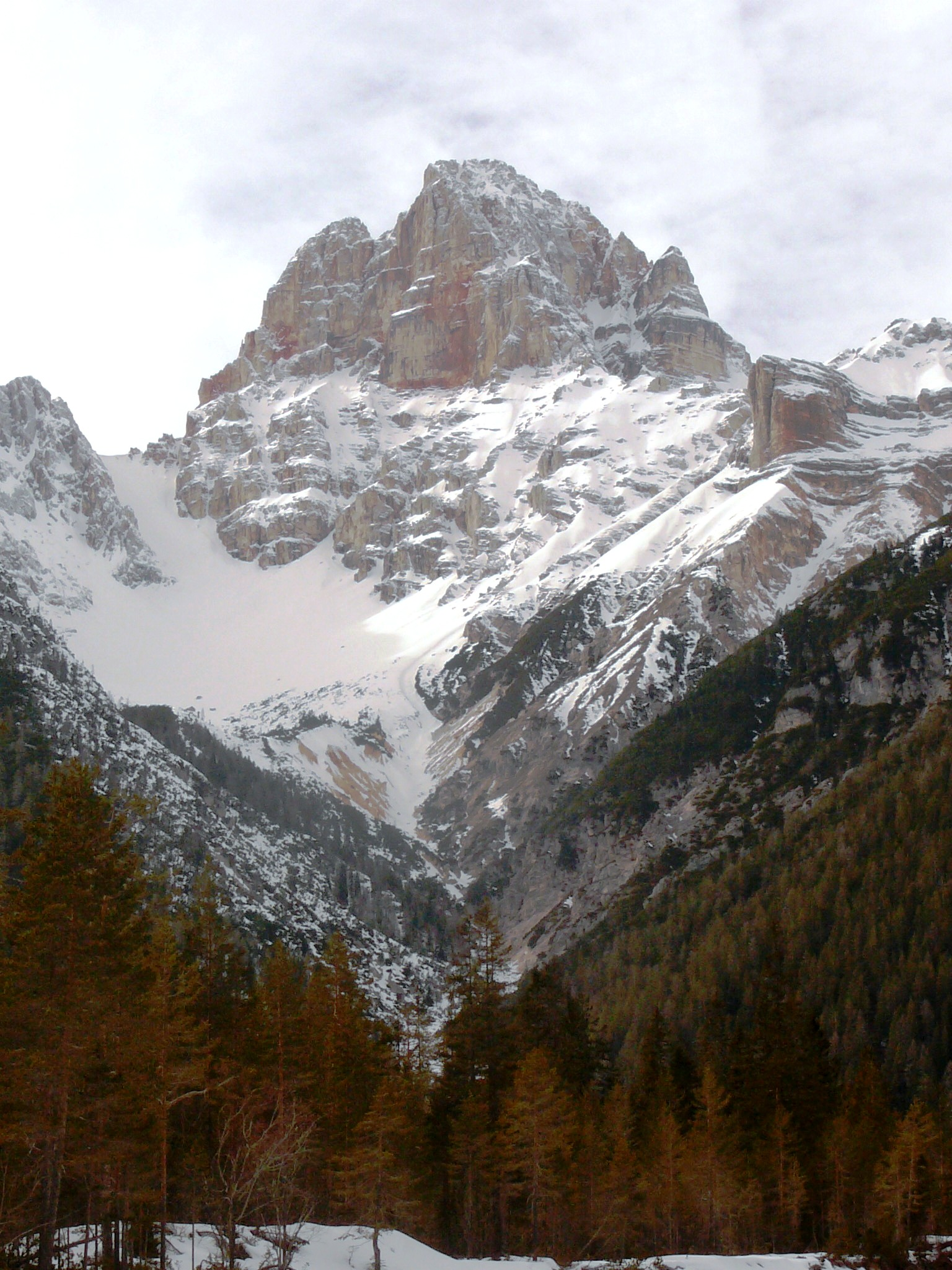

46°38′N 12°09′E / 46.633°N 12.150°E
上蓋斯爾山（義大利語：Croda Rossa d'Ampezzo），是意大利的山峰，位於該國北部，處於博爾扎諾-南蒂羅爾自治省和威尼托大區接壤的邊界，屬於多洛米蒂山的一部分，海拔高度3,146米。